# Enterobacteriaceae
Az Enterobacteriaceae egy nagy baktériumcsalád. A Proteobacteria törzsbe tartoznak, ahol saját rendet alkotnak. Az elnevezés a görög enteron szóból ered, ami belet jelent. Az ebbe a családba tartozó baktériumok a normál bélflóra alkotói emberben és a legtöbb állatban. Ezenkívül a természetben bárhol megtalálhatóak: vizek, szennyvizek, növények felszíne, rothadó anyagok stb. Az emberre patogén baktériumok közül a legismertebbek a Salmonella és az Escherichia coli. Az utóbbit gyakran használják genetikai, biokémiai és mikrobiológiai kísérletekben.

## Morfológia/Anyagcsere
1-3 μm hosszú, esetenként burkos pálcika alakúak, spórát nem képeznek. Általában csillókkal rendelkeznek, amelyek peritrich elhelyezkedésűek (a baktérium egész felszínén megtalálhatóak). Ez alól kivételek a Shigella és Klebsiella nemzetség tagjai, valamint a Salmonella gallinarum.
Festődésük: Gram-negatív, mivel a sejtfaluk egy vékony mureinrétegből és egy második foszfolipidekből és lipopoliszacharidokból felépített rétegből áll. Fukszinnal jól festődnek.
Tenyésztésük: igénytelen, generációs idejük rövid, Topt= 37 °C (10-45 °C). Különböző specificitású táptalajokon tenyészthetőek:
- gyengén szelektív táptalajok (Gram+ és egyes Gram- baktériumok gátlása)
- közepesen szelektív táptalajok (Enterobacteriaceae család egyes tagjainak növekedését is gátolja)
- erősen szelektív táptalajok (egy nemzetség tagjai szaporodnak rajta)
- politróp táptalajok – egyszerre többféle tulajdonság jelzésére alkalmas

Biokémia: A család tagjai fakultatív anaerobok, tehát úgy oxigén jelenlétében, mint anélkül tudnak energiát termelni. A család tagjainak elkülönítése biokémiai tulajdonságaik alapján történik: különböző enzimek termelésének a jelenléte (kataláz pozitívak, oxidáz negatívak), nitrátredukció vagy oxidatív és fermentatív szénhidrátbontás sav- és gáztermelés közben.
Ellenálló képességük gyenge. Vízben, szennyvízben vagy bélsárban ugyan hónapokig életképesek maradnak, de beszáradva néhány nap alatt elpusztulnak. 60 °C-on 15-20 perc alatt elpusztulnak.
Antigénszerkezet: O-, K- és H-antigénekkel rendelkeznek.
- O-antigének – típusspecifikus sejtfalhaptének, kémiailag poliszacharidok
- K-antigének – burokanyagok
- H-antigének – a csillók felületi fehérjéi

## Nemzetségek
- Alishewanella
- Alterococcus
- Aquamonas
- Aranicola
- Arsenophonus
- Azotivirga
- Blochmannia
- Brenneria
- Buchnera
- Budvicia
- Buttiauxella
- Cedecea
- Citrobacter
- Dickeya
- Edwardsiella
- Enterobacter
- Erwinia, például Erwinia amylovora
- Escherichia, például Escherichia coli
- Ewingella
- Grimontella
- Hafnia
- Klebsiella, például Klebsiella pneumoniae
- Kluyvera
- Leclercia
- Leminorella
- Moellerella
- Morganella
- Obesumbacterium
- Pantoea
- Pectobacterium
- Candidatus Phlomobacter
- Photorhabdus, például Photorhabdus luminescens
- Plesiomonas, például Plesiomonas shigelloides
- Pragia
- Proteus, például Proteus vulgaris
- Providencia
- Rahnella
- Raoultella
- Salmonella
- Samsonia
- Serratia, például Serratia marcescens
- Shigella
- Sodalis
- Tatumella
- Trabulsiella
- Wigglesworthia
- Xenorhabdus
- Yersinia, például Yersinia pestis
- Yokenella